# Рајан Тенехил
Рајан Тимоти Тенехил (енгл. Ryan Timothy Tannehill; Лабок, 27. јул 1988) професионални је играч америчког фудбала који тренутно игра у НФЛ лиги на позицији квотербека за екипу Тенеси тајтанса.